# Humberto de Grammont
O Humberto de Grammont nasceu por volta de 1100 † 13 de dezembro de 1135 morte que se supõe coincidir com o fim do mandado de bispo.
Originário de uma família de Bugey e nascido no castelo de Grammont que adoptará para o seu nome de bispo, é pela primeira vez citado o seu nome na abadia de Saint-André-le-Bas de Viena. Eleito como bispo de Genebra entre 1119-1135, em sequência de Guy de Faucigny.
O seu grande feito foi a assinatura do Tratado de Seyssel que retirava poder a Aimão I de Genebra .